# ポップ・ミュージック
ポップ・ミュージック（英: pop music）とは、1950年代から1960年代にかけて西洋でロックンロールから派生して現代的形態で始まったポピュラー音楽のジャンルの1つ。「ポピュラー音楽」と「ポップ・ミュージック」はしばしば同義で扱われ、「ポピュラー音楽」は人気がある全ての音楽を指すと定義される。
ジャンルとしてのポップ・ミュージックは極めて折衷的であり、多くの場合は他ジャンル（ダンス・ミュージック、ロック、ラテン音楽、カントリー・ミュージック等）からの要素を取り入れる。一方で楽曲に割り当てられる時間が長すぎず、動きのあるメロディが重視され、基本的な楽式（西洋では主にヴァース‐コーラス形式）を用いてコーラス（サビ）を楽曲中で繰り返すといった普遍的な特徴を持つ。

## 特色
多くの場合ポップ・ミュージックはヒットチャート志向のものと見られているが、ジャンルとしてのポップ・ミュージックはヒットチャート志向とは別の意味を持って存在している。若者向けの音楽の中でもロックよりはソフトなものの代替として特徴づけられる。
イギリスの音楽社会学者であるSimon Frith（英語版）によると、ポップ・ミュージックは企業が生産するものであり、芸術的な性質よりも技術的な質の良さに重点が置かれ、特定のサブカルチャーやイデオロギーに依拠せず全ての人にアピールすることを目的に音楽が設計されているとしている。また、ポップ・ミュージックは特定の場所や性質を持たず、利益と商業の報酬以外の野心からは生まれていないとして、本質的に保守的であるとしている。主にレコード会社、ラジオ放送局、プロモーター等の比較的地位の高いところから提供されるため、DIYの音楽ではないとしている。
音楽学者Timothy Warnerによると、ポップ・ミュージックは一般的にライブよりもレコーディング、生産、テクノロジーに重点を置いているとし、進歩的な開発よりも流行が反映される傾向があるとしている。また、ダンスを促進し、ダンス向けのリズムを使用している傾向があるとしている。
主なポップ・ミュージックの楽曲は2分半から3分半の長さで、一般的に一貫性のある楽曲が多く、リズミカルで、シンプルな構造、主流のスタイルが用いられる。歌詞は一般的に単純なテーマに焦点が当てられ、特に愛や恋愛に関するテーマが多い。和声の構成は、古典的なヨーロッパの調性音楽をシンプルにしたもの（ポピュラー和声）が多い。

## 歴史

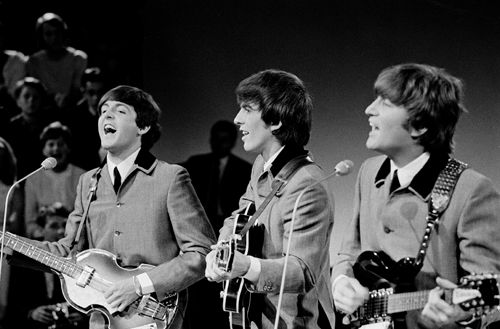
ビートルズ（1964年）

「ポップ・ソング（英: Pop song）」という用語は、人気がある事のアピールとして1926年に初めて使用された語であるとされ、1920年代のカントリー・ミュージック、ブルースなどにおける様々なイベントから現代のポップ・ミュージックが誕生したとみなすことができるとされている。
『ニューグローヴ世界音楽大事典』の電子版「グローヴ・ミュージック・オンライン」によると、ポップ・ミュージックは1950年代半ばにイギリスでロックンロールに影響を受けた新しい若者の音楽スタイルとして始まったとされる。
“The Oxford Dictionary of Music”による説明では、1950年代後半以来コンサートでの大衆向けの音楽として「ポップ」が位置づけられていたが、次第に非古典音楽であるという特有の意味も持つようになり、ビートルズ、ローリング・ストーンズ、ABBAなどがその例として挙げられるとしている。1967年頃からポップとロックは対極的な意味を持つ様になる一方で、汎用性のある用語としてポップが位置づけられていく。ロックには音楽としての本格的な性質や可能性の拡大が求められて行き、ポップは商業的な性質や一過性のもの、わかりやすいもので形成されていく様になる。

### 影響と発展
| MTVがマイケル・ジャクソン（左）やマドンナ（右）をポップスターへ導くと共に、二人の活躍がMTVの普及に貢献した。 |  | MTVがマイケル・ジャクソン（左）やマドンナ（右）をポップスターへ導くと共に、二人の活躍がMTVの普及に貢献した。 |
| MTVがマイケル・ジャクソン（左）やマドンナ（右）をポップスターへ導くと共に、二人の活躍がMTVの普及に貢献した。 |  | |

ポップ・ミュージックはほとんどの他ジャンルに影響され要素を吸収しており、初期のポップ・ミュージックは主にバラードでゴスペルやソウルミュージックからボーカルのハーモニーの使用を取り入れ、楽器の演奏法はジャズ、カントリー、ロックから奏法を取り入れ、編曲をクラシック音楽から取り入れ、その他ダンスミュージック、電子音楽、ヒップホップ、ラップの要素を取り入れている。
技術革新がポップ・ミュージックにもたらした影響として、1940年代にマイクロフォンの機能が改善された事により様々な歌唱法を用いる事が可能となり、その10 - 20年後には安価で耐久性のあるシングル盤（45rpm）レコードが普及したことで革命的にポップ・ミュージックが広まっていく事となった。
また、1950年代にはテレビが普及した事で、テレビに出演するポップスターはその容貌の良さを求められる様になり、1960年代には安価なポータブルトランジスタラジオや、マルチトラック・レコーダー（MTR）が普及し、1980年代にはサンプリングが導入される。1980年代初頭にはMTVなどの音楽専門チャンネルが台頭し、マイケル・ジャクソンやマドンナなどのアーティストによるポップ・ミュージックの普及に大きな影響を与える。象徴的な楽曲としてバグルスの「ラジオ・スターの悲劇」があり、MTVで最初に放送されたミュージック・ビデオでもある。1985年にa-haが発表した楽曲「テイク・オン・ミー」は、特殊効果を用いたアニメーションによるミュージック・ビデオが評判となる。
ポップ・ミュージックはアメリカとイギリス（1960年代半ばから）の音楽産業が強い影響力を持っていた事により、国際的にモノカルチャー的な影響を与えた。一方でほとんどの地域や国は、独自のポップ・ミュージックの形式を持っており、それぞれの地域や国の特性が反映された形で生成される。それらのローカルな特性もまた新たなジャンルの開発を導くなどした（例：ユーロポップ）。また、日本などの非欧米諸国でもポップ・ミュージックの音楽産業が繁栄。西洋のポップ・ミュージックの普及の解釈として、アメリカニゼーション、コモディティ化、近代化、創造的な処分、文化帝国主義、グローバリゼーションなどが挙げられる。

### 2000年代以降
2000年代以降、ポップ・ミュージックは違法コピーなどの海賊版の影響もありCDの売上が減少傾向にある。これについて音楽評論家、社会評論家、デイヴ・グロールは、「ポップ・ミュージックの品質が低下した」、「型にはまった音楽であった」、「収益主導型であった」、「創造性が無かった」、「古い時代に比べて歌手の才能が低下」と述べた。売り上げの低下は、2012年から2013年までにはiTunesなどによる合法の音楽配信による市場が確立され落ち着いた。

アメリカの音楽批評家ロバート・クリストガウの2014年の発言によると、世界中のポップ・ミュージックにエレクトロニック・ダンス・ミュージック（EDM）が浸透しているとした。